# اقرمود (أقرمود)
اقرمود هي إحدى مشيخات المملكة المغربية، تتبع جغرافيا لإقليم الصويرة وإداريًا لأقرمود. يقدر عدد سكانها بـ 8224 نسمة حسب الإحصاء الرسمي للسكان والسكنى لسنة 2004.